# Проводніков Руслан Михайлович
Проводніков Руслан Михайлович (рос. Проводников Руслан Михайлович, нар. 20 січня 1984, Березово) — російський професійний боксер , що виступав у першій напівсередній вазі . Чемпіон світу за версією WBO  (2013—2014).

## Біографія
Руслан Проводніков народився в селищі міського типу Березово. За національністю є мансі. Для того , щоб якось відволікти сина від вуличних бійок, тато Руслана записав його в секцію з боксу , коли тому було десять років. Першим тренером був Євгеній Вакуєв , саме він прищепив у майбутньому чемпіону любов до боксу.

## Професіональна кар'єра
Перший бій на профірингу провів 3 грудня 2006 року.
28 листопада 2009 року в бою проти аргентинця Віктора Хуго Кастро нокаутом у 2 раунді завоював вакантний титул інтерконтинентального чемпіона WBO у першій напівсередній вазі.
7 січня 2011 року програв одностайним рішенням бій за вакантний титул чемпіона Північної Америки за версією IBF американцю Маурісіо Геррера. Це була перша поразка Проводнікова у профі.

### Проводніков проти Торреса
27 січня 2012 року у Вашингтоні відбувся бій Руслан Проводніков - Девід Торрес за вакантний титул інтерконтинентального чемпіона за версією WBO. Це був перший бій Проводнікова під керівництвом американського тренера Фредді Роуча. Росіянин відправив Торреса в нокдаун у першому раунді, а в шостому відправив спочатку у другий нокдаун, а потім в нокаут.
29 червня 2012 року провів захист титулу інтерконтинентального чемпіона проти мексиканця Хосе Рейносо і нокаутував його у 2 раунді.

### Проводніков проти Бредлі
3 лютого 2013 року було оголошено , що наступний свій бій Проводніков проведе проти чемпіона WBO у напівсередній вазі Тімоті Бредлі. Бій відбувся 16 березня, і росіянин зазнав в ньому суперечливої поразки. Вже в першому раунді суддя міг відрахувати нокдаун Бредлі, але вирішив, що американець просто послизнувся. В 12 раунді Бредлі присів на коліно, щоб відновити сили за той час, що рефері відраховував нокдаун. Незважаючи на вдалі дії Проводнікова , він пропустив більшу кількість точних ударів. Це призвело до значної кількості гематом, а також у боксера було розсічення в районі лівого ока. Проводніков міг вважати, що виграв бій, але лише один суддя нарахував нічию, а інші два віддали перемогу американцю. Після бою Бредлі був госпіталізований з діагнозом амнезія та струс мозку.
Згодом цей бій отримав нагороду «Бій року» від журналу The Ring і BWAA.

### Проводніков проти Альварадо
19 листопада 2013 року у Денвері, Колорадо відбувся бій Руслан Проводніков - Майк Альварадо за титул чемпіона WBO у першій напівсередній вазі, що належав грізному американському нокаутеру (34-1, 23КО). Єдиної поразки Альварадо зазнав нокаутом від екс-чемпіона світу у легкій вазі Брендона Ріоса, якого переміг у реванші, вигравши титул "тимчасового" чемпіона WBO. Перед самим боєм з Проводніковим Альварадо був підвищений у званні до повноцінного чемпіона. 
Бій Проводніков - Альварадо закінчився перемогою росіянина технічним нокаутом у 10 раунді. Проводніков багато рухався, розстрілюючи американця з середньої і ближньої дистанції. Поступаючись у фізичній силі і швидкості, Альварадо не витримав натиску і відмовився від продовження бою у 10 раунді.

### Проводніков проти Алгієрі
14 червня 2014 року Проводніков втратив титул чемпіона у першому ж захисті проти непереможного американця Кріса Алгієрі (19-0, 8КО). 
Вже в першому раунді Кріс двічі побував у нокдауні, до того ж у нього почала утворюватися велика гематома, але в усіх наступних раундах бій ішов за одним сценарієм: Проводніков пресингував, а Алгієрі боксував на відходах, відстрілюючись джебом і багато рухаючись. Судді віддали перемогу розділеним рішенням Алгієрі — двічі 114-112 і 109-117.

### Проводніков проти Матіссе
18 квітня 2015 року Проводніков четвертий раз програв на професійному рингу. Його суперником був непоступливий аргентинський нокаутер Лукас Матіссе. На кону стояла можливість бою за титул чемпіона WBC. Росіянин провалив старт поєдинку. Він намагався вийти на ближню дистанцію, отримуючи велику кількість ударів від Матіссе під час цих спроб. Як результат, вже у другому раунді ліве око Проводнікова стало запливати, і над ним появилося розсічення. Однак, перевага Матіссе у перших раундах дещо зменшилася у четвертому та п'ятому, коли удари росіянина стали доходити до цілі. Згодом аргентинець дещо поміняв тактику, приділяючи більше уваги захисту, але разом з тим час від часу пропускав удари суперника. Усе могло помінятися у дванадцятому раунді, коли Матіссе пропустив сильний лівий боковий у скроню. Єдиним порятунком був клінч, який і успішно використовував боксер до кінця раунду. Незважаючи на численні спроби Проводнікова, перемогу у поєдинку здобув аргентинець 114-114, 113-115, 113-115. .
11 червня 2016 року Проводніков програв Джону Моліні і припинив виступи.

## Таблиця боїв
| 25 Перемог (18 нокаутом, 7 за рішення суддів), 5 Поразки (0 нокаутом, 5 за рішенням суддів) |        |                         |        |         |      |                   |                                                 |                                                                                        |
| Результат                                                                                   | Рекорд | Суперник                | Спосіб | Раунд   | Час  | Дата              | Місце проведення                                | Примітки                                                                               |
| Поразка                                                                                     | 25-5   | Джон Моліна-мл.         | UD     | 12      |      | 11 червня 2016    | Turning Stone Resort & Casino, Верона, Нью-Йорк |                                                                                        |
| Перемога                                                                                    | 25-4   | Хесус Альварес Родрігес | TKO    | 4 (10)  | 1:40 | 7 листопада 2015  | Salle des Etoiles, Монте-Карло                  |                                                                                        |
| Поразка                                                                                     | 24-4   | Лукас Матіссе           | MD     | 12 (12) |      | 18 квітня 2015    | Turning Stone Resort & Casino, Верона, Нью-Йорк |                                                                                        |
| Перемога                                                                                    | 24-3   | Хосе Луїс Кастільйо     | TKO    | 5 (12)  | 0:50 | 28 листопада 2014 | Лужники, Москва                                 |                                                                                        |
| Поразка                                                                                     | 23-3   | Крістофер Алгієрі       | SD     | 12 (12) |      | 14 червня 2014    | Barclays Center, Бруклін, Нью-Йорк, США         | Втратив титул чемпіона WBO у першій напівсередній вазі.                                |
| Перемога                                                                                    | 23-2   | Майк Альварадо          | RTD    | 10 (12) | 3:00 | 19 жовтня 2013    | Денвер, США                                     | Виграв титул чемпіона WBO у першій напівсередній вазі.                                 |
| Поразка                                                                                     | 22-2   | Тімоті Бредлі           | UD     | 12 (12) |      | 16 березня 2013   | Каліфорнія, США                                 | Бій за чемпіонство WBO у напівсередній вазі.                                           |
| Перемога                                                                                    | 22-1   | Хосе Райносо            | KO     | 2 (10)  | 1:52 | 29 червня 2012    | Каліфорнія, США                                 | Захистив титул інтерконтинентального чемпіона WBO у першій напівсередгій вазі.         |
| Перемога                                                                                    | 21-1   | Девід Торрес            | TKO    | 6 (10)  | 2:53 | 27 січня 2012     | Вашингтон, США                                  | Виграв вакантний титул інтерконтинентального чемпіона WBO у першій напівсередній вазі. |
| Перемога                                                                                    | 20-1   | Демаркус Корлі          | UD     | 12 (12) |      | 5 грудня 2011     | Єкатеринбург, Росія                             | Виграв титул чемпіона Азії за версією WBC у першій напівважкій вазі.                   |
| Перемога                                                                                    | 19-1   | Іван Попока             | KO     | 8 (10)  | 2:16 | 15 квітня 2011    | Каліфорнія, США                                 |                                                                                        |
| Перемога                                                                                    | 18-1   | В'ячеслав Яковенко      | TKO    | 3 (6)   | 2:43 | 20 лютого 2011    | Ханти-Мансійськ, Росія                          |                                                                                        |
| Поразка                                                                                     | 17-1   | Маурісіо Херрера        | UD     | 12 (12) |      | 17 січня 2011     | Лас-Вегас, США                                  | Бій за титул чемпіона північної Америки за версією IBF у першій напівсередній вазі.    |
| Перемога                                                                                    | 17-0   | Файзуло Ахмедов         | UD     | 6 (6)   |      | 16 жовтня 2010    | Єкатеринбург, Росія                             |                                                                                        |
| Перемога                                                                                    | 16-0   | Емануєль Августус       | TKO    | (9)10   | 1:50 | 21 травня 2010    | Техас, США                                      |                                                                                        |
| Перемога                                                                                    | 15-0   | Хав'єр Яругуї           | TKO    | 8 (10)  | 2:10 | 12 лютого 2010    | Каліфорнія, США                                 |                                                                                        |
| Перемога                                                                                    | 14-0   | Віктор Кастро           | KO     | 2 (12)  | 0:30 | 28 листопада 2009 | Самара, Росія                                   | Виграв титул інтерконтинентального чемпіона WBO в першій напівсередній вазі.           |
| Перемога                                                                                    | 13-0   | Махсуд Джумаєв          | RTD    | 2(6)    | 3:00 | 24 жовтня 2009    | Єкатеринбург, Росія                             |                                                                                        |
| Перемога                                                                                    | 12-0   | Естебан Альмарас        | UD     | 6 (6)   |      | 20 березня 2009   | Техас, США                                      |                                                                                        |
| Перемога                                                                                    | 11-0   | Абдул-Азіз Матазімов    | UD     | 6(6)    |      | 21 лютого 2009    | Ханти-Мансійськ, Росія                          |                                                                                        |
| Перемога                                                                                    | 10-0   | Сергей Старков          | UD     | 10 (10) |      | 3 листопада 2008  | Ханти-Мансійськ, Росія                          |                                                                                        |
| Перемога                                                                                    | 9-0    | Ван Цзе                 | TKO    | 3 (8)   |      | 20 серпня 2008    | Пекін, Китай                                    |                                                                                        |
| Перемога                                                                                    | 8-0    | Браян Гордон            | UD     | 6 (6)   |      | 16 травня 2008    | Лас-Вегас, США                                  |                                                                                        |
| Перемога                                                                                    | 7-0    | Хосе Анхель Роман       | TKO    | 1 (6)   | 2:28 | 17 березня 2008   | Коннектикут, США                                |                                                                                        |
| Перемога                                                                                    | 6-0    | Вадим Суфиянов          | KO     | 3 (6)   | 1:07 | 31 січня 2008     | Єкатеринбург, Росія                             |                                                                                        |
| Перемога                                                                                    | 5-0    | Даррен Дарбі            | TKO    | 1 (4)   | 2:12 | 16 вересня 2007   | Вашингтон, США                                  |                                                                                        |
| Перемога                                                                                    | 4-0    | Віллі Даймонд           | TKO    | 1 (4)   | 1:46 | 23 червня 2007    | Лас-Вегас , США                                 |                                                                                        |
| Перемога                                                                                    | 3-0    | Ентвот Барретт          | KO     | 2 (4)   | 2:33 | 25 квітня 2007    | Коннектикут, США                                |                                                                                        |
| Перемога                                                                                    | 2-0    | Дмитрій Торопчин        | RTD    | (2) 4   | 3:00 | 1 лютого 2007     | Єкатеринбург, Росія                             |                                                                                        |
| Перемога                                                                                    | 1-0    | Кирилл Артем'єв         | UD     | 4 (4)   |      | 3 грудня 2006     | Єкатеринбург, Росія                             |                                                                                        |